# Langues au Cabinda
En tant que province de l'Angola, la langue officielle au Cabinda est le portugais, et dont la langue nationale est le Tchibinda (également appelé « Ibinda »), le portugais restant toutefois la langue officielle.
Cabinda étant entouré de pays francophones La République du Congo et la République démocratique du Congo, une large part des habitants parle français (le français restant plus important que le portugais et l'anglais) et 90 % des rares alphabétisés parlent ainsi français contre 10 % portugais. D’ailleurs, il existe des tendances « pro-francophones », pour ne pas dire « pro-françaises »[réf. nécessaire] au sein des groupes indépendantistes, qui souhaiteraient bien rendre le français langue officielle dans l’éventualité où le Cabinda accéderait à l’indépendance.